# Eric Frederick Jensen
Eric Frederick Jensen (* 28. März 1951 in New Rochelle, New York) ist ein US-amerikanischer Historiker und Musikwissenschaftler.

## Leben
Eric Frederick Jensen ist der Sohn von Grover Hans Jensen und Ethel Jensen geb. Hubbard. Er studierte an der University of Rochester und wurde dort 1982 zum Ph.D. promoviert. Anschließend lehrte er als „New Grove's visiting professor“ an der Syracuse University (1984 bis 1989), an der Ohio University (1990), an der Denison University in Granville, Ohio (1992 bis 1994 und 1999) sowie an der University of Illinois (1996 bis 1998). Seit dem Ende seiner Lehrtätigkeit ist er freiberuflich tätig.
Er wurde 1983 Mitglied der American Philosophical Society und 1990 Mitglied der American Council of Learned Societies.

## Familie
Jensen heiratete am 24. Mai 1975 die Musikwissenschaftlerin Allie Louise Jensen geb. Ritter (* 7. Juli 1954 in Toledo, Ohio; † 31. Oktober 2007 in Worthington Hills, Columbus, Ohio). Ihr gemeinsamer Sohn ist der Musiker Ben Jensen.

## Publikationen

### Bücher
- Gerard de Nerval and opera-comique, Ann Arbor, Michigan 1982 (Diss.)
- Walls of Circumstance: Studies in Nineteenth-century Music, Scarecrow Press 1992; ISBN 978-0-8108-2588-8
- Schumann, Oxford University Press 2001; ISBN 0195135660. 2. Aufl. 2012
- Debussy, Oxford University Press 2014; ISBN 978-0-19-973005-6

### Aufsätze (Auswahl)
- Norbert Burgmüller and Robert Schumann, in: The Musical Quarterly, Jg. 74, Nr. 4 vom April 1990, S. 550–565
- Schumann at Endenich 2. Buried Alive, in: The Musical Times, Jg. 139, Nr. 1862 (April 1998), S. 14–23
- Die zurückgekehrte Engelsmusik. Norbert Burgmüller und Robert Schumann, in: Nota Bene Norbert Burgmüller. Studien zu einem Zeitgenossen von Mendelssohn und Schumann, hrsg. von Tobias Koch und Klaus Martin Kopitz, Köln: Dohr 2009, S. 9–26